# Daryush Shokof
Daryush Shokof (persky داریوش شکوف) (* 25. června 1954 Teherán, Írán) je íránský filmový režisér, scenárista, herec, producent a malíř známý pro svá maximalistická díla.

## Filmografie
- 1990 Angels are wired
- 1996 Seven Servants
- 1997 Magass
- 2000 Tenussian Vacuvasco
- 2003 Venussian Tabutasco
- 2004 A2Z
- 2006 Asudem
- 2007 Breathful
- 2009 Hitler,s Grave
- 2010 Iran Zendan
- 2012 wordlessness
- 2012 strange stranger
- 2012 Flushers